# Capitolio del Estado de Oklahoma
El Capitolio del Estado de Oklahoma (en inglés Oklahoma State Capitol) es la casa de gobierno del estado estadounidense de Oklahoma. Es el edificio que alberga la Legislatura de Oklahoma y las oficinas del poder ejecutivo. Se encuentra a lo largo de Lincoln Boulevard en Oklahoma City y contiene 42.000 m² de superficie. La estructura actual incluye una cúpula terminada en 2002.
La primera capital de Oklahoma fue la ciudad Guthrie, pero se trasladó a Oklahoma City en 1910. La construcción comenzó en el Capitolio en 1914 y se completó en 1917. Originalmente, albergaba la rama judicial de Oklahoma, pero los tribunales superiores del estado trasladaron la mayoría de sus operaciones al Centro Judicial de Oklahoma en 2011, dejando solo la Cámara de Audiencias de la Corte Suprema en el edificio del capitolio.
El complejo del capitolio estatal es el único recinto del capitolio estatal en los Estados Unidos con plataformas petrolíferas activas.

## Historia

### Primera capital
La capital territorial de Oklahoma y la primera capital del estado se ubicaron en Guthrie. El asentamiento de la primera capital del estado comenzó el 22 de abril de 1889, cuando los cañones sonaron el inicio de la carrera por tierras de Oklahoma. La ciudad fue designada como capital territorial en 1890.

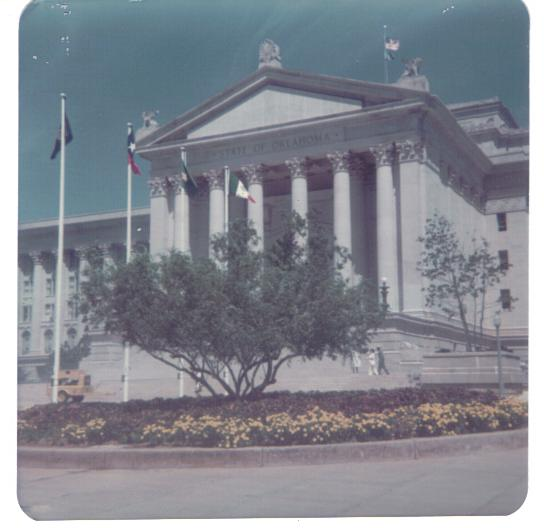
Entrada al Capitolio (fotografía de 1972)

### Segunda capital (Oklahoma City)
Los funcionarios del gobierno estatal permiten que los votantes decidan si trasladan o no la capital a la ciudad de Oklahoma. El 11 de junio de 1910, se quitó el sello estatal de Guthrie y se trasladó al sur a la ciudad de Oklahoma, donde se encuentra hoy el Capitolio. Lee Cruce, el segundo gobernador de Oklahoma, encargó la construcción arquitectónica de la estructura actual. Antes de su construcción, las oficinas del gobierno estatal estaban ubicadas en el Hotel Huckins en el centro de la ciudad de Oklahoma.
La construcción del Capitolio comenzó después de una ceremonia de inauguración el 20 de julio de 1914. Los arquitectos Soloman Andrew Layton y S. Wemyss-Smith recibieron 75.000 dólares para desarrollar los planos arquitectónicos, mientras que James Stewart & Company recibió el contrato de construcción.
El exterior del edificio está construido principalmente de piedra caliza de Indiana, con una base de granito rosa local de Oklahoma y granito negro de Oklahoma para la gran escalera. El interior presenta de manera prominente mármol, así como accesorios de una variedad de fuentes. Si bien los planes originales exigían una cúpula, se omitió debido a los sobrecostos descubiertos en 1915 cuando los 1,5 millones de dólares originales asignados por la Legislatura de Oklahoma resultaron insuficientes. Sin embargo, el edificio fue diseñado para soportar una cúpula.
El edificio se completó el 30 de junio de 1917.

### Daños por terremoto
En 1952, un terremoto de magnitud 5,5 cerca de El Reno provocó la materialización de varias grietas en las paredes y techos del Capitolio, incluida una de unas 15,2 m de largo.

### Expansión y cambio
En 1998, los legisladores estatales y el gobernador promulgaron leyes para crear la Ley del Centenario de Oklahoma, que formó el Complejo del Capitolio de Oklahoma y la Comisión de Conmemoración del Centenario. La comisión trabajó para financiar una cúpula, que estaba en los planes iniciales en 1914, para el Capitolio y la construcción de la cúpula comenzó en 2001 y se completó en 2002. Incluía un 6,7 m escultura de bronce llamada The Guardian. Durante los trabajos de restauración exterior en 2014, los ingenieros descubrieron grietas importantes en los paneles prefabricados que componen la cúpula, pero no en ninguno de los soportes, al contrario de lo que algunos piensan. 
Cuando la firma Layton and Smith (la firma seleccionada para diseñar el edificio) presentó sus dibujos preliminares a la comisión en 1914, los planos no incluían una cúpula. Sin embargo, el edificio fue diseñado para permitir una cúpula pesada para adornar la rotonda de la plaza central. La comisión original se dividió sobre la conveniencia de la cúpula debido al alto costo (en un principio, el capitolio se completó sin cúpula).
En 2006, se hicieron planes para trasladar la rama judicial al antiguo edificio de la Sociedad Histórica de Oklahoma, ya que la agencia se estaba mudando al Centro de Historia de Oklahoma. Las oficinas del tribunal se trasladaron al nuevo Centro Judicial de Oklahoma en 2011.

## Exterior y complejo del Capitolio

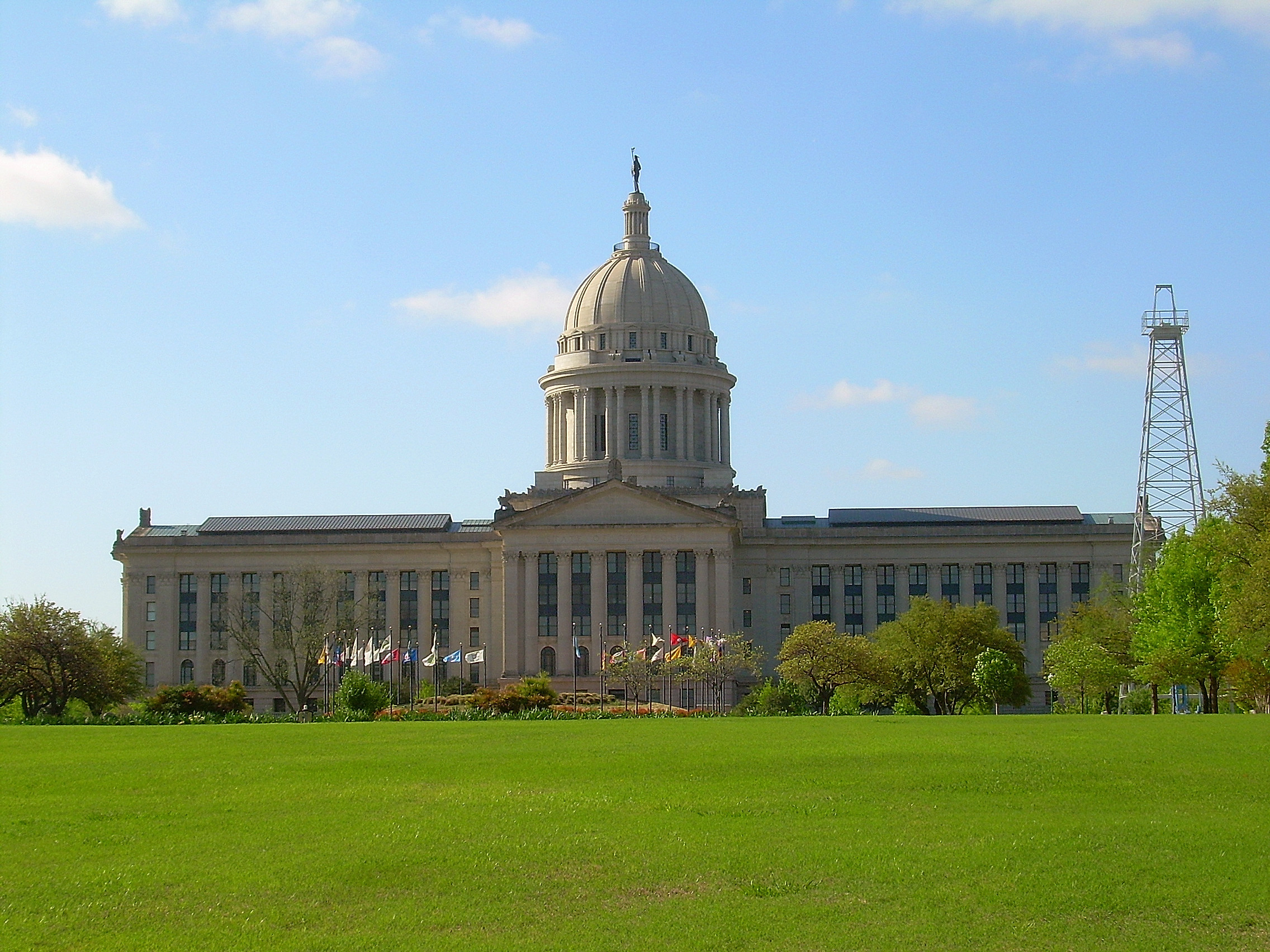
La fachada norte del edificio del Capitolio.

El edificio está compuesto principalmente de piedra caliza blanca y granito rosa de Oklahoma. Sin embargo, la cúpula es de hormigón armado y yeso reforzado.
El complejo es famoso por sus pozos de petróleo. El edificio está directamente encima del campo petrolífero de la ciudad.
El Capitolio y los edificios gubernamentales circundantes, agencias no gubernamentales, museos, bibliotecas y calles y bulevares arbolados forman el Complejo del Capitolio o Campus del Capitolio. El complejo incluye el State Capitol Park, el Oklahoma History Center, el Oklahoma Judicial Center y la Oklahoma Governor's Mansion. La mansión de 1.300,6 m² tiene un exterior de piedra caliza, igual que el Capitolio. En el vecindario hay muchos restaurantes y bares.

## Interior
El ala oeste alberga las oficinas de la  Cámara de Representantes. El ala este alberga el Senado de Oklahoma. La oficina ceremonial del gobernador se encuentra en el segundo piso. Los funcionarios estatales electos, como el auditor e inspector, el tesorero y el fiscal general, tienen oficinas en el primer piso. El edificio también contiene un museo, una cafetería y una peluquería.
El mural Flight of Spirit del artista Chickasaw Mike Larsen, se exhibe en la rotonda. En el edificio se exhiben varias pinturas grandes de Wayne Cooper. Muchos de ellos representan la herencia temprana y la historia petrolera del estado. La pintura del artista seminole Enoch Kelly Haney La tierra y yo somos uno se exhibe en el primer piso del edificio.
El vestíbulo del Senado incluye una pintura al óleo de 18 x 3 metros de la transferencia ceremonial de la compra de Luisiana en Nueva Orleans - 1803 por Mike Wimmer. El Senado muestra una acuarela titulada Comunidad de Boling Springs por Sonya Terpening.

### El "Anillo de Honor"
La base de la cúpula está decorada, con letras doradas de quince centímetros, con los nombres de los donantes que contribuyeron con al menos 1 millón de dólares a su construcción, conocido como "el anillo de honor ", un concepto que generalmente se limita a los más destacados jugadores de equipos de fútbol profesional. Los donantes así nombrados incluyen Halliburton, Hobby Lobby Stores, "la gente de Oklahoma" y General Motors. Esta decisión atrajo críticas y en 2011 el representante estatal Eric Proctor intentó incluso aprobar una legislación reemplazando los nombres con los de los habitantes de Oklahoma que habían recibido la Medalla de Honor del Congreso.

## Galería

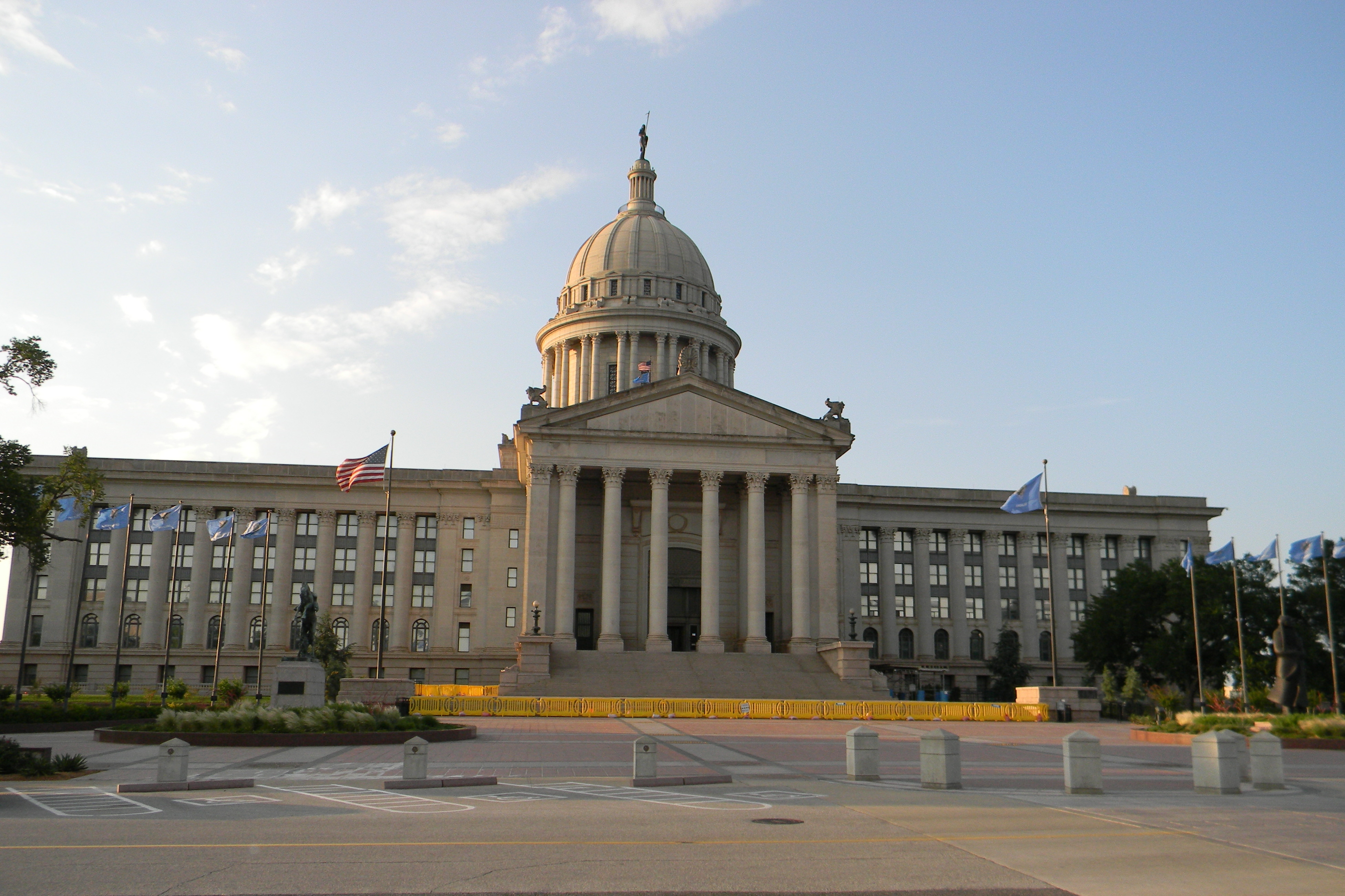
Fachada del Capitolio
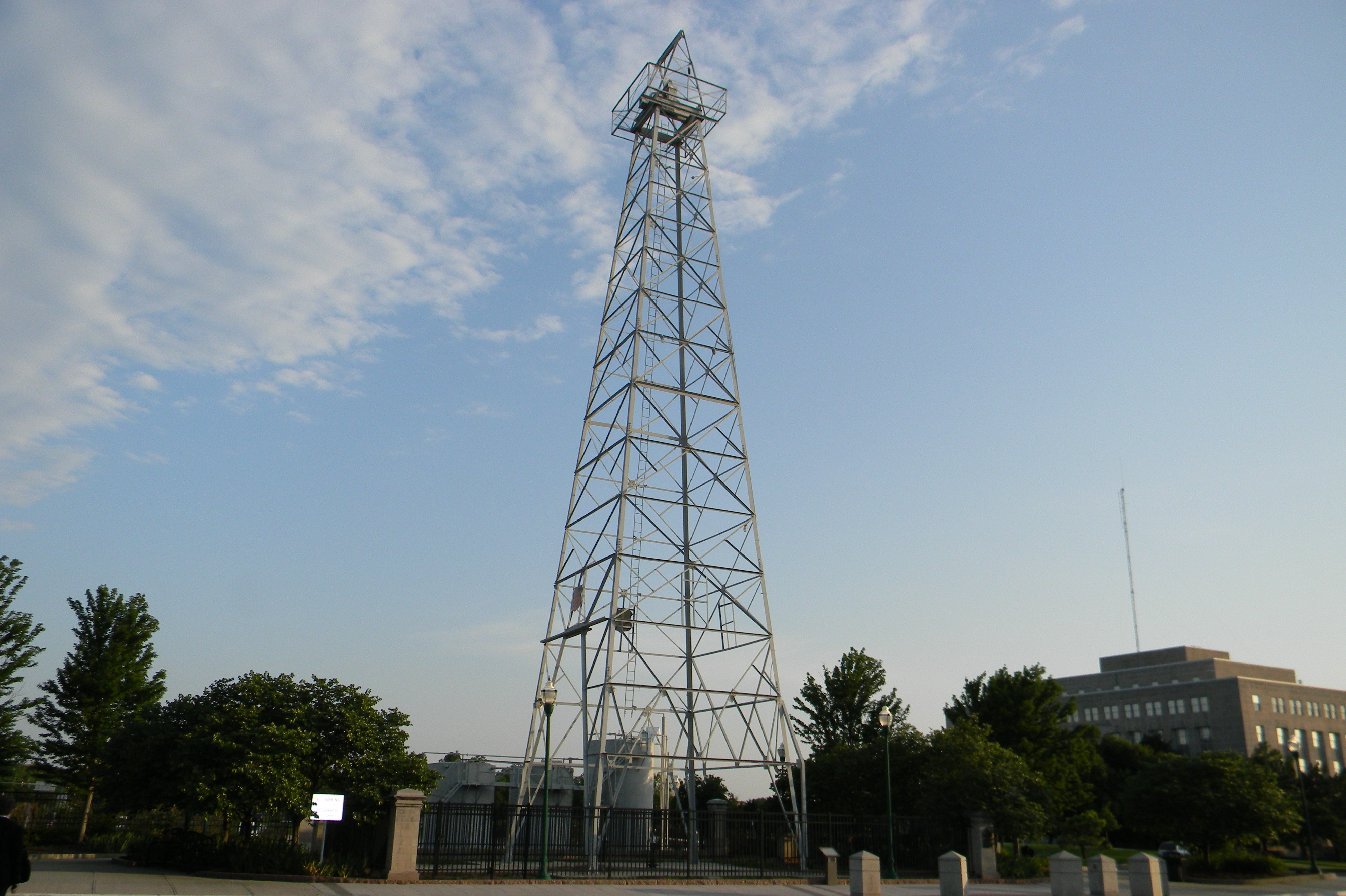
Plataforma petrolera en el Capitolio
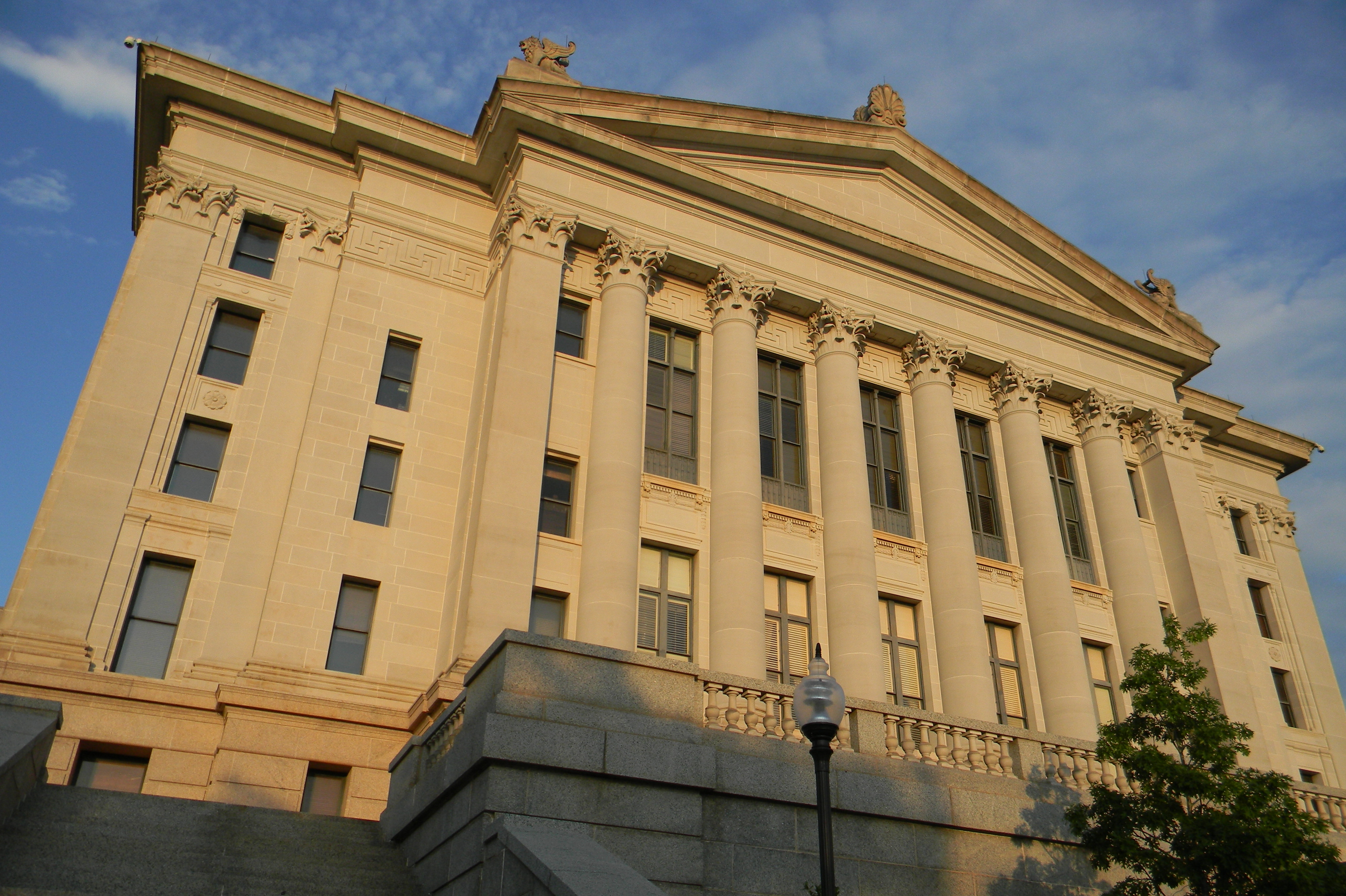
Fachada oeste del Capitolio
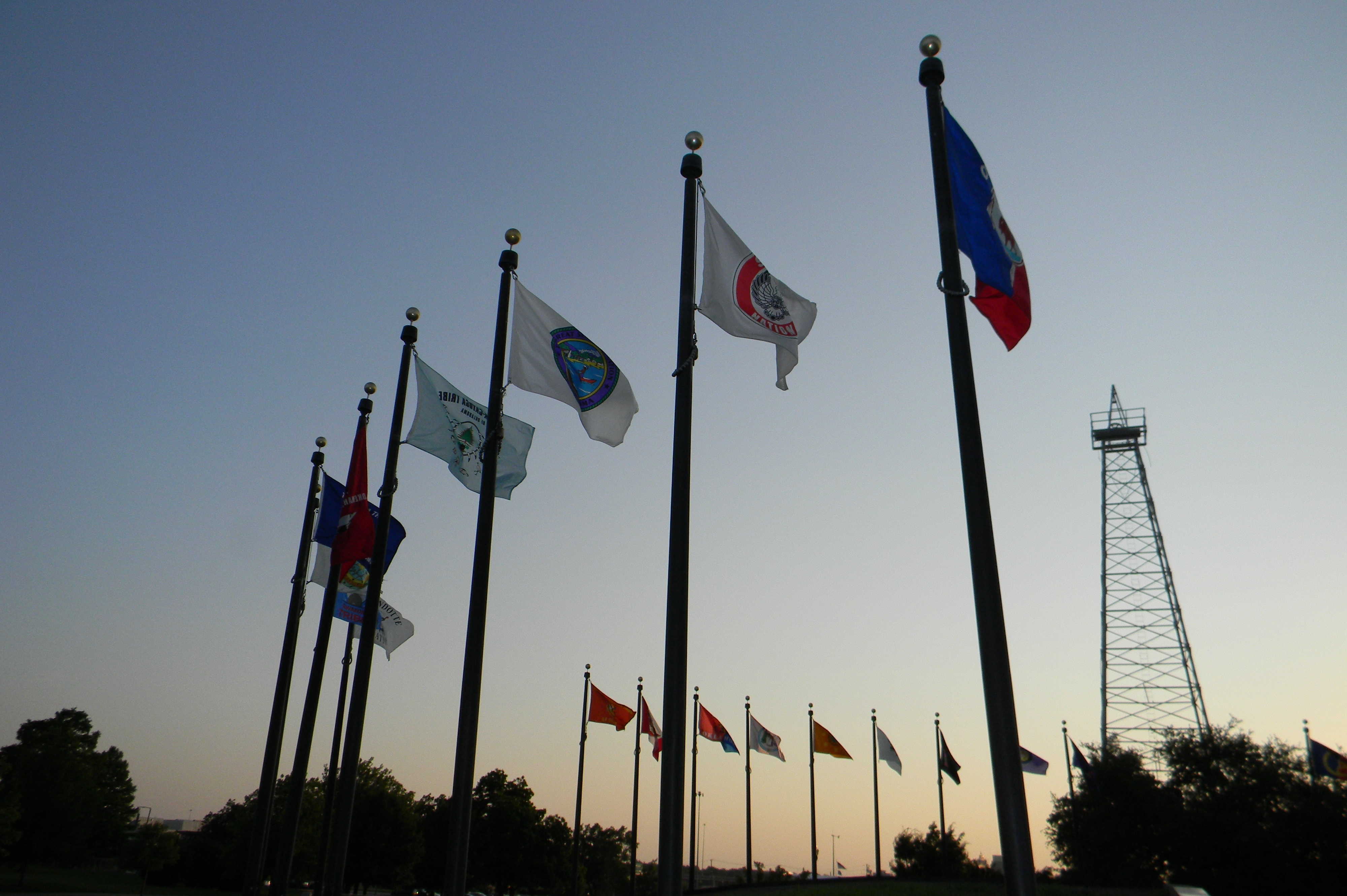
Plaza de la bandera en el Capitolio